# NFIL3
NFIL3‏ (Nuclear factor, interleukin 3 regulated) هوَ بروتين يُشَفر بواسطة جين NFIL3 في الإنسان.